# معامله اجتماعی
معامله اجتماعی یا سوشال تریدینگ شکلی از سرمایه‌گذاری است که به سرمایه گذاران اجازه می‌دهد رفتار معاملاتی همکاران و متخصصان خود را مشاهده کنند و با استفاده از کپی تریدینگ یا میرر تریدینگ، استراتژی‌های معاملاتی آنها را شبیه‌سازی کنند. سوشال تریدینگ نیازمند دانش اندک از بازارهای مالی است و به عنوان گزینه کم هزینه و پیچیده‌ای نسبت به مدیران ثروت مرسوم در توسط مجمع جهانی اقتصاد شناخته شده‌است.
معامله اجتماعی در تمام بازارهای مالی انجام می‌شود، به گونه‌ای که افراد می‌توانند در پلتفرمی که تریدرهای حرفه‌ای استراتژی و معاملات خود را به اشتراک می‌گذارند، عضو شوند و معاملات تریدرها را کپی کنند و کسب سود کنند. کاربران حتی می‌توانند تریدر مورد نظر خود را انتخاب کنند و بدین گونه آن تریدر هر معامله‌ای را به اشتراک بگذارد به صورت خودکار برای کاربر باز می‌شود. نکته قابل ذکر این است که سوشال تریدینگ مانند کانال‌های سیگنال دهی نیستند و کاربر می‌تواند به‌طور کامل معامله را کپی کند که این احتمال خطا را کاهش می‌دهد.

## انواع معامله اجتماعی
سوشال تریدینگ انواع مختلفی دارد، که کاربر می‌تواند بر اساس سطح علم و زمانی که می‌تواند به بازارهای مالی اختصاص دهد، یکی از آن روش‌ها را انجام دهند.

### کپی تریدینگ
این روش برای افرادی مناسب است که زمان کافی برای بررسی بازار ندارند و تنها با کپی کردن کامل معامله از یک تریدر حرفه‌ای، معامله خود را باز می‌کنند و کسب سود می‌کنند.

### میرر تریدینگ (Mirror Trading)
این روش مانند کپی تریدینگ است اما با این تفاوت که تریدر می‌تواند زمان باز کردن معامله، یکسری از داده‌ها را اعم از حد سود و حد ضرر و … را تغییر دهد.
- سومین روش مناسب افرادی است که زمان بیشتری برای بررسی بازار دارند، بنابراین؛ از توصیه‌های تریدر حرفه‌ای استفاده می‌کنند و علم خود را نسبت به بازار مالی افزایش می‌دهند که بتوانند استراتژی مخصوص خود را بسازند و به کسب سود برسند.

## مزایا و معایب معامله اجتماعی

### مزایا
از مزایا این روش می‌توان به کسب سود تریدر تازه‌کار و تریدر حرفه‌ای اشاره کرد. تریدر تازه‌کار با تقلید از تریدر حرفه‌ای می‌تواند در بازار مالی به سود برسد. از طرفی در سوشال تریدینگ پس از گذشت مدتی تریدر تازه‌کار با محیط بازار بیشتر آشنا می‌شود و همچنین علم خود را در این بازار افزایش می‌دهد تا بتواند با استراتژی‌های خود به سود برسد.

### معایب
از معایب سوشال تریدینگ می‌توان گفت؛ همان‌طور که معاملات به اشتراک گذاشته می‌توانند سودده باشند، می‌توانند معاملات اشتباهی باشند که باعث ضرر و از بین رفتن سرمایه‌تان شود. علاوه بر این، برخی از تریدرهای تازه‌کار متکی به تریدر حرفه‌ای می‌شوند و در نتیجه تلاشی برای افزودن علم بازارهای مالی نمی‌کنند.